# Centro de Investigación y Política de Enfermedades Infecciosas
El Centro de Investigación y Política de Enfermedades Infecciosas (en el idioma inglés original, Center for Infectious Disease Research and Policy, CIDRAP) es un centro perteneciente a la Universidad de Minnesota que se centra en abordar los preparativos necesarios para conservar la salud pública, así como la respuesta ante las enfermedades infecciosas emergentes. Fue fundado en 2001 por Michael Osterholm, con el fin de "prevenir la enfermedad y la muerte debida a enfermedades infecciosas a través de la investigación epidemiológica y la rápida traducción de la información científica en aplicaciones y soluciones prácticas del mundo real".  No forma parte de los Centros para el Control y la Prevención de Enfermedades ni de los Institutos Nacionales de Salud de los Estados Unidos.

## Historia
Michael Osterholm fundó el Centro de Investigación y Política de Enfermedades Infecciosas (CIDRAP) en 2001.
En 2019, Centro de Investigación de Enfermedades Infecciosas de Seattle) fue absorbido por el Instituto de Investigación Infantil de Seattle, pero el CIDRAP no es la misma organización.

## Actividades principales

### Información
La división de publicación de noticias del CIDRAP redacta noticias y mantiene información sobre la gripe, el bioterrorismo y los nuevos temas de actualidad relacionados con las enfermedades infecciosas.
El sitio web del CIDRAP ofrece actualizaciones diarias de noticias sobre enfermedades infecciosas emergentes, como la gripe pandémica, el bioterrorismo, la seguridad alimentaria, la gripe aviar, la viruela símica y otros temas emergentes. Junto con los artículos de noticias, el sitio ofrece resúmenes sobre diversos temas de enfermedades infecciosas, así como listas de bibliografía reciente, seleccionadas para cada tema. El servicio diario de noticias del CIDRAP cuenta actualmente con 24.000 suscriptores al boletín y más de 42.000 seguidores en Twitter.

### Seguimiento de las vacunas contra la gripe
El CIDRAP lidera un esfuerzo de colaboración internacional para desarrollar una hoja de ruta de I+D de vacunas contra la gripe (IVR), con el objetivo de acelerar el progreso hacia vacunas universales o ampliamente protectoras contra la gripe, una de las prioridades más críticas de la salud pública mundial. 
El IVR constituye una valiosa herramienta para avanzar en el desarrollo de nuevas vacunas que mejoren la amplitud y la durabilidad de la protección frente a la infección gripal y la enfermedad grave. Abarca mejoras graduales en vacunas estacionales específicas para cada cepa, así como cambios transformacionales en la tecnología de las vacunas, diseñados para inducir una protección amplia y duradera contra los virus de la gripe estacional y pandémica.

### Programa de gestión antimicrobiana
La resistencia a los antimicrobianos es un problema crítico para la salud pública mundial, y las estrategias de administración de antimicrobianos son clave para reducir el problema. El Proyecto de administración de antimicrobianos del CIDRAP proporciona información actualizada, precisa y completa sobre el tema y trabaja para crear una comunidad en línea que aborde los principales problemas.

### Centro de recursos sobre nuevos coronavirus (COVID-19)
El CIDRAP ha estado siguiendo y analizando la pandemia del nuevo coronavirus (COVID-19). El Centro de Recursos COVID-19 del CIDRAP proporciona información para expertos en salud pública, líderes empresariales, funcionarios gubernamentales y el público en general.

### Proyecto de suministro resiliente de medicamentos
El proyecto de suministro resiliente de medicamentos se centra en estudiar las cadenas de suministro y las interrupciones mundiales en el suministro de los medicamentos más críticos para tratamientos vitales y de mantenimiento de la vida. Los resultados de esta investigación mejorarán la capacidad del sistema de suministro sanitario para mantener un abastecimiento constante y adecuado de medicamentos y suministros críticos en todo el mundo.